# Preston on Wye
Preston on Wye est une paroisse civile et un village du Herefordshire, en Angleterre.